# IPad Mini (6-го покоління)
iPad Mini 6-го покоління (стилізовний для продажів як iPad mini та має розмовну назву iPad mini 6) — планшетний комп'ютер лінійки iPad mini, що розроблений, виробляється та постачається компанією Apple Inc. Анонсований був 14 вересня 2021 року. Його попередник, iPad mini 5-го покоління, був знятий з виробництва того ж дня.
Він став першим серйозний редизайном iPad mini, який нагадує iPad Air 4-го покоління з більшим 8,3-дюймовим дисплеєм і підтримкою Apple Pencil 2‑го покоління.

## Особливості

### Апаратне забезпечення
Це перший редизайн iPad Mini після виходу iPad Mini 3 у 2014 році та перший серйозний редизайн з моменту появи лінійки в 2012 році. Ззовні він, по суті, є меншою версією iPad Air 4-го покоління та iPad Pro 3-го і новіших поколінь. У ньому відсутній Smart Connector для клавіатури, ймовірно, через менший розмір. Всередині він має систему на кристалі A15 Bionic, частота якого сповільнена у порівнянні з базовою версією чипа. Чип має 6-ядерний центральний процесор, 5-ядерний графічний процесор і 16-ядерну систему Neural Engine.
Він має 8,3-дюймовий дисплей Liquid Retina 2266×1488, вищий і трохи вужчий, ніж попередні моделі. Дисплей повністю ламінований і має антиблікове покриття, а також розширену колірну гаму і True Tone.
Кнопку «Додому» прибрано, а датчик Touch ID переміщено на кнопку «Режим сну/Пробудження». Кнопки регулювання гучності були переміщені до верхнього краю пристрою, щоб розмістити Apple Pencil.

### Підключення
Із iPad mini 6-го покоління було прибрано власний порт Apple — Lightning, на користь універсального порту USB-C, який використовується для зарядки, а також для підключення зовнішніх пристроїв та аксесуарів. Усі моделі обладнані бездротовим звʼязком Bluetooth 5.0 і Wi-Fi 6 (802.11ax).

## Оцінки
Ця модель була сприйнята дуже позитивно. Відзначалося, що новий дизайн давно назрів, 5G став приємним сюрпризом, а Джейсон Перлоу з Zdnet назвав його «найцікавішим новим продуктом Apple за останні роки».
Через пандемію COVID-19 Apple похвалили за те, що Touch ID інтегровано в кнопку живлення замість Face ID, оскільки Face ID не може розпізнавати користувачів, які носять маску.

## Хронологія
| Хронологія моделей iPad                     |
| ------------------------------------------- |
| Див. також: Хронологія продуктів Apple Inc. |

Джерело: Apple Newsroom Archive.